# Efektywność energetyczna
Efektywność energetyczna – oznacza stosunek uzyskanych wyników, usług, towarów lub energii do wkładu energii.
Efektywne wykorzystanie energii ma na celu zmniejszenie ilości energii potrzebnej do dostarczania produktów i usług. Przykładowo izolacja termiczna budynku pozwala na użycie mniejszej ilości energii do jego ogrzewania i chłodzenia – tak by osiągnąć i utrzymać komfortową temperaturę. Instalowanie lamp fluorescencyjnych (świetlówek) albo świetlików zmniejsza ilość energii potrzebnej do uzyskania takiego samego poziomu oświetlenia jak przy użyciu tradycyjnych żarówek. Świetlówki kompaktowe zużywają o dwie trzecie mniej energii, a ich czas pracy jest od 6 do 10 razy dłuższy niż tradycyjnych żarówek. Poprawa efektywności energetycznej jest najczęściej osiągana przez zastosowanie wydajniejszych technologii lub procesów produkcyjnych.
Istnieje wiele motywacji, które mogą skłaniać do poprawy efektywności energetycznej. Ograniczanie zużycia energii obniża koszty eksploatacji i może przyczynić się do oszczędności w wydatkach konsumentów, pod warunkiem, że oszczędności energetyczne są wyższe niż dodatkowe koszty, związane z wdrażaniem energooszczędnych technologii. Ponadto służy ograniczaniu emisji gazów cieplarnianych i innych zanieczyszczeń, co w efekcie przynosi także inne korzyści – np. w poprawie zdrowia publicznego i ograniczenia wydatków zdrowotnych. Według Międzynarodowej Agencji Energetycznej, poprawa efektywności energetycznej budynków, procesów przemysłowych i transportu mogłaby zmniejszyć światowe zapotrzebowanie na energię o jedną trzecią do 2050 r. oraz pomóc kontrolować światowe emisje gazów cieplarnianych.
Efektywność energetyczna i energia odnawialna są uznawane za bliźniacze filary zrównoważonej polityki energetycznej. W wielu państwach uznaje się także, że efektywność energetyczna przynosi korzyści dla bezpieczeństwa narodowego, ponieważ może przyczynić się do ograniczania poziomu importu energii z zagranicy i może spowolnić tempo wyczerpywania krajowych zasobów energii.

## Przegląd zagadnień
Uważa się, że podnoszenie efektywności energetycznej budynków, środków transportu i firm jest w dużym stopniu nie wykorzystywane, choć mogłoby rozwiązać problemy związane z takimi zagadnieniami jak: zanieczyszczenie środowiska, globalne ocieplenie, bezpieczeństwo energetyczne i wyczerpywanie paliw kopalnych. Wiele z tych kwestii od lat jest przedmiotem dyskusji, odkąd kryzys naftowy 1973 roku sprawił, że więcej uwagi zaczęto poświęcać kwestiom energetycznym. W późnych latach 70., fizyk Amory Lovins spopularyzował pojęcie „soft energy path” (dosł. „miękkiej ścieżki energetycznej”), oznaczające bardziej produktywne wykorzystywanie zasobów energetycznych, ze szczególnym skoncentrowaniem się na efektywności energetycznej. Pośród innych kwestii, Lovins wprowadził pojęcie negawatów – koncepcję sprostania potrzebom energetycznym przez zwiększanie efektywności zamiast zwiększania produkcji energii.
Udowodniono, że efektywność energetyczna jest wydajną kosztowo strategią budowania gospodarek, niekoniecznie przy zwiększaniu konsumpcji energii. Dla przykładu stan Kalifornia rozpoczął wdrażanie programów efektywności energetycznej w połowie lat 70., m.in. poprzez tworzenie odpowiednich przepisów prawnych i standardów technicznych z dokładnymi wymaganiami dotyczącymi sprawności urządzeń. W ciągu następnych lat konsumpcja energii w Kalifornii w przeliczeniu na mieszkańca pozostała mniej więcej stała, podczas gdy krajowa konsumpcja Stanów Zjednoczonych podwoiła się. Jako część swojej strategii, Kalifornia wdrożyła tzw. „loading order” dla nowych zasobów energii, który na pierwszym miejscu stawiał efektywność energetyczną, na drugim odnawialne źródła energii, a na ostatnim nowe elektrownie węglowe i gazowe.
Założony przez Lovinsa Rocky Mountain Institute wskazuje, że „w obiektach przemysłowych istnieje wiele możliwości zaoszczędzenia od 70 do 90% energii i kosztów oświetlenia, wentylacji i systemach pomp; 50% w silnikach elektrycznych; i 60% w obszarach takich jak ogrzewanie, chłodzenie, wyposażenie biur i urządzenia biurowe.” Ogólnie można by zaoszczędzić aż do 75% energii elektrycznej zużywanej dziś w Stanach Zjednoczonych przy zastosowaniu środków poprawy efektywności, które kosztują mniej niż sama elektryczność. To stwierdzenie pozostaje prawdziwe także dla właścicieli domów: nieszczelne przewody systemów grzewczych przez lata pozostawały niewidocznym winowajcą nadmiernego zużycia energii. W rzeczywistości badacze z amerykańskiego Departamentu Energii i ich konsorcjum, Residential Energy Efficient Distribution Systems odkryli, że wydajność przewodów może wynosić jedynie 50–70%. Departament Energii oszacował, że istnieje możliwość zaoszczędzenia energii na poziomie 90 miliardów kWh poprzez zwiększenie efektywności energetycznej budynków. Skuteczną metodą zwiększenia wydajności systemów dystrybucji powietrza jest ich odpowiednia izolacja termiczna, szczególnie w przypadku kanałów wentylacyjnych, które często przebiegają przez nieogrzewane przestrzenie.
Inne badania również to podkreślały. Raport opublikowany w 2006 r. przez McKinsey Global Institute stwierdzał, że „istnieją wystarczające, rentowne ekonomicznie możliwości zwiększenia produktywności energii, które mogłyby utrzymać wzrost światowego zapotrzebowania na energię na poziomie poniżej jednego procenta w skali roku” – to mniej niż połowa przewidywanego do roku 2020 przeciętnego 2,2% wzrostu przy założeniu, że nie nastąpi żadna zmiana. Zwiększenie produktywności energii, która mierzy produkcję oraz jakość dóbr i usług na jednostkę dostarczonej energii, może być efektem albo zmniejszenia ilości energii niezbędnej do wyprodukowania danego dobra, albo ze zwiększenia ilości i jakości towarów i usług otrzymywanych z tej samej ilości energii.
Raport z wiedeńskich rozmów w sprawie zmian klimatycznych prowadzonych w 2007 r. pod auspicjami Ramowej Konwencji ONZ w sprawie zmian klimatu (UNFCCC) jasno pokazuje, że „dzięki efektywności energetycznej można przy niskich kosztach osiągnąć realne redukcje emisji.”

## Urządzenia
Nowoczesne, efektywne energetycznie urządzenia, takie jak lodówki, zamrażarki, kuchenki elektryczne, piekarniki, zmywarki, pralki i suszarki do ubrań, zużywają znacznie mniej energii niż inne urządzenia. Dla przykładu: energooszczędne lodówki zużywają obecnie o 40% mniej energii niż konwencjonalne modele wyprodukowane w 2001 r. Idąc tym tropem, gdyby wszystkie gospodarstwa domowe w Europie wymieniły ponad 10-letnie urządzenia na nowe, rocznie można by zaoszczędzić 20 miliardów kWh energii elektrycznej, obniżając tym samym emisje CO2 o prawie 18 miliardów kg. W Stanach Zjednoczonych wielkości te wyniosłyby analogicznie 17 TWh energii i 27 miliardów funtów (ok. 12 mld kg) CO2. Według badań przeprowadzonych przez McKinsey&Company w 2009 r., wymiana starych urządzeń jest jednym z najbardziej efektywnych globalnych środków redukcji emisji gazów cieplarnianych. Nowoczesne systemy zarządzania energią zmniejszają także zużycie energii przez nieużywany sprzęt poprzez jego wyłączanie lub przełączanie po pewnym czasie w stan niskiego poboru energii. Wiele państw oznacza urządzenia energooszczędne etykietami energetycznymi.
Wpływ efektywności energetycznej na okresy szczytowego zapotrzebowania na energię zależy od tego, kiedy używane jest urządzenie. Na przykład klimatyzator zużywa więcej energii po południu, kiedy jest gorąco. Stąd też energooszczędny klimatyzator będzie miał większe wpływ na zapotrzebowanie w godzinach szczytowego poboru energii. Z kolei energooszczędna zmywarka zużywa więcej energii późnym wieczorem. Jej wpływ na szczytowe zapotrzebowanie będzie więc znikomy lub żaden.

## Projektowanie budynków
Położenie i otoczenie budynku odgrywają kluczową rolę w regulowaniu jego temperatury i oświetlenia. Na przykład drzewa, elementy krajobrazu i wzgórza mogą zapewnić cień i stłumić wiatr. W chłodniejszych strefach klimatycznych projektowanie budynków z oknami skierowanymi na południe zwiększa ilość słońca (ostatecznie energii cieplnej) wpadającego do budynku, tym samym minimalizując zużycie energii poprzez maksymalne wykorzystanie pasywnego ogrzewania słonecznego. Projektowanie szczelnych budynków, posiadających m.in. energooszczędne okna, dobrze uszczelnione drzwi, dodatkową izolację termiczną ścian, piwnic i fundamentów może zmniejszyć utratę ciepła o 25–50%.
Ciemne dachy mogą nagrzewać się aż do 39 °C bardziej niż białe powierzchnie lepiej odbijające światło, a część tego dodatkowego ciepła mogą przekazywać do wewnątrz budynku. Analizy US Studies pokazały, że dachy w jaśniejszych kolorach zużywają na chłodzenie o 40% mniej energii niż domy o ciemniejszych dachach. System białych dachów pozwala zaoszczędzić więcej energii w bardziej słonecznym klimacie. Zaawansowane systemy ogrzewania i chłodzenia mogą zmniejszyć konsumpcję energii i poprawić komfort mieszkańców.
Właściwe rozmieszczenie okien i świetlików oraz użycie elementów architektonicznych, które odbijają światło do budynku może ograniczyć potrzebę korzystania ze sztucznego oświetlenia. W jednym z badań udowodniono, że zwiększone użycie naturalnego światła i właściwe oświetlenie miejsca pracy zwiększa produktywność w szkołach i biurach. Świetlówki kompaktowe zużywają o dwie trzecie mniej energii, a ich czas pracy jest od 6 do 10 razy dłuższy niż tradycyjnych żarówek. Nowsze lampy fluorescencyjne wytwarzają naturalne światło, i w większości przypadków są efektywne kosztowo – wyższy koszt początkowy zwraca się po kilku miesiącach. Obecnie na rynku świetlówki są wypierane przez trwalsze, bardziej energooszczędne i łatwiejsze w utylizacji lampy LED.
Efektywne projektowanie energooszczędnych budynków może zakładać także użycie niskonakładowych pasywnych czujek podczerwieni (PIR), które wyłączają światło w nieużywanych pomieszczeniach, takich jak toalety, przedpokoje, a nawet pomieszczenia biurowe poza normalnymi godzinami pracy. Co więcej, przy użyciu czujników światła dziennego połączonych z systemem oświetlenia budynku można monitorować natężenie oświetlenia, tak by włączać/wyłączać/przygaszać światło do wcześniej ustalonego poziomu luksów biorąc pod uwagę naturalne światło; pozwala to ograniczyć zużycie energii. Systemy zarządzania budynkami (BMS) łączą to wszystko w jednym scentralizowanym komputerze, tak by sterować oświetleniem i ogrzewaniem całego budynku.
Wybór technologii ogrzewania i chłodzenia używanej w budynku może mieć znaczący wpływ na zużycie energii i wydajność. Na przykład wymiana starego pieca gazowego, o wydajności rzędu 50% na nowy o wydajności 95%, może istotnie ograniczyć zużycie energii, emisję związków węgla, i zimowe rachunki za gaz. Geotermiczne systemy grzewcze mogą być jeszcze bardziej wydajne energetycznie i kosztowo. Systemy te wykorzystują pompy i kompresory do poruszania czynnika chłodniczego w obiegu termodynamicznym tak, by pompować ciepło przeciwnie do naturalnego kierunku od wyższej temperatury do niższej. W efekcie pompa transferuje do budynku ciepło z dużego rezerwuaru termicznego znajdującego się w okolicznym gruncie. W ostatecznym rozrachunku pompy ciepła zużywają zazwyczaj 4 razy mniej energii niż zwykłe ogrzewanie elektryczne, aby dostarczyć taką samą ilość ciepła. Inną zaletą geotermicznych systemów grzewczych jest to, że ich działanie może zostać odwrócone latem i tym samym mogą służyć do chłodzenia powietrza przez przesyłanie ciepła z budynku do gruntu. Ich wadą natomiast jest wysoki koszt inwestycji, która zwraca się przeciętnie dzięki niższemu zużyciu energii po 5–10 latach.
W sektorze komercyjnym powoli wprowadza się inteligentne liczniki energii, aby uświadomić (personelowi oraz dla celów wewnętrznego monitoringu) zużycie energii w budynku. Zastosowanie analizatorów jakości energii (Power Quality Analyzers) w istniejącym budynku pozwala oszacować m.in. jej zużycie, zniekształcenia harmoniczne, poziomy szczytowe, fluktuację i przerwy w stosowaniu tak, by w efekcie poprawić wydajność energetyczną budynku. Często takie liczniki komunikują się przez sieci bezprzewodowe.
Pojęciem stosowanym dla określania wydajności energetycznej jest intensywność zużycia energii, która określa konsumpcję energii na daną powierzchnię.

## Przemysł
Przemysł wykorzystuje duże ilości energii do zasilania różnorodnej procesów wytwórczych oraz do wydobywania surowców. Wiele procesów przemysłowych wymaga dostarczenia dużych ilości ciepła i energii mechanicznej, a większość z nich pozyskuje się z gazu ziemnego, ropy naftowej oraz prądu elektrycznego. Poza tym w niektórych gałęziach przemysłu produkuje się paliwo z odpadów, którego można użyć dla zapewnienia dodatkowej energii.
Ponieważ procesy produkcyjne są tak zróżnicowane, niemożliwe jest opisanie wszystkich możliwych sposobów zapewnienia wydajności energetycznej w przemyśle. Wiele zależy od specyfiki technologii i mechanizmów wdrażanych w tym celu. Tym niemniej można wskazać na pewną gamę procesów i usług energetycznych, które znajdują szerokie zastosowanie w wielu rodzajach przemysłu.
Niektóre gałęzie przemysłu wytwarzają parę wodną i elektryczność dla późniejszego użytku własnego. Kiedy produkuje się energię elektryczną, ciepło powstające jako produkt uboczny może być zbierane i używane do wytwarzania pary, ogrzewania lub innych celów przemysłowych. Konwencjonalna produkcja energii elektrycznej jest wydajna w ok. 30%, podczas gdy jednoczesna produkcja ciepła i energii (zwana także kogeneracją) przetwarza aż do 90% paliwa w energię użytkową.
Zaawansowane kotły i piece mogą pracować w wyższych temperaturach, przy czym spalają mniej paliwa. Są one bardziej wydajne i wytwarzają mniej substancji powodujących zanieczyszczenie środowiska.
Ponad 45% paliwa używanego w amerykańskich zakładach produkcyjnych jest spalane, aby otrzymać parę wodną. Jak wskazuje Departament Energii Stanów Zjednoczonych, to zużycie energii można zredukować o 20% poprzez wdrożenie typowego mechanizmu izolowania pary i skraplania jej w przewodach powrotnych, ograniczenie ilości ulatniającej się pary i konserwowanie odwadniaczy.
Silniki elektryczne pracują zazwyczaj ze stałą prędkością, jednak napędy o zmiennej prędkości obrotowej dają możliwość ustawienia prędkości tylko takiej, która jest wymagana. Pozwala to na oszczędności energii rzędu od 3 do 60%, w zależności od tego jak silnik jest używany. Elementy silnika wytwarzane z materiałów nadprzewodzących także mogą zmniejszyć straty energii. Podobne korzyści może przynieść optymalizacja napięcia.
W przemyśle używa się wielu pomp i kompresorów o różnych kształtach, rozmiarach i o szerokiej skali zastosowań. Ich wydajność zależy od wielu czynników, ale często poprawić ją można przez wdrożenie lepszej kontroli procesów i lepszą konserwację. Kompresory są powszechnie używane do otrzymywania sprężonego powietrza, które jest następnie używane do piaskowania, malowania itp. Według amerykańskiego Departamentu Energii, optymalizacja systemów sprężania powietrza poprzez instalowanie napędów o zmiennej prędkości, razem z prewencyjną kontrolą pozwalającą wykryć i naprawić nieszczelności, może zwiększyć wydajność o 20 do 50%.

## Pojazdy
Szacunkowa wydajność energetyczna samochodu wynosi 280 pasażeromil/106 BTU. Istnieje kilka sposobów na poprawę wydajności energetycznej pojazdu. Stosowanie ulepszonych rozwiązań z zakresu aerodynamiki zmniejszających opór może zwiększyć wydajność zużycia paliwa. Ograniczenie wagi pojazdu także może poprawić ekonomikę spalania, i dlatego też w nadwoziu szeroko stosowane są materiały kompozytowe.
Bardziej zaawansowane opony, ze zmniejszonym tarciem opony o nawierzchnię i oporem toczenia, mogą pomóc zaoszczędzić benzynę. Wydajność paliwa można poprawić nawet o 3,3% tylko dzięki utrzymywaniu właściwego ciśnienia w oponach. Wymiana zatkanego filtra powietrza w starszych pojazdach może poprawić zużycie paliwa nawet o 10%. W nowszych (wyprodukowanych w latach 80. i później) z silnikami z bezpośrednim wtryskiem kontrolowanymi komputerowo, zatkany filtr powietrza nie ma wpływu na zużycie paliwa, ale jego wymiana może poprawić przyspieszenie o 6–11%.
Energooszczędne pojazdy mogą osiągać nawet dwa razy wyższą wydajność niż zwykły samochód. Najbardziej zaawansowane technologicznie projekty, takie jak pojazd koncepcyjny Mercedes-Benz Bionic z silnikiem Diesla, osiągnęły wydajność spalania na poziomie 2,8 l/100 km, czterokrotnie wyższą od obecnej średniej dla konwencjonalnego samochodu.
Głównym trendem w poprawianiu wydajności energetycznej pojazdów jest rozwój pojazdów elektrycznych lub hybrydowych. Pojazdy hybrydowe, takie jak Toyota Prius, wykorzystują hamowanie rekuperacyjne, aby odzyskiwać energię, którą w normalnych samochodach traci się; efekt jest widoczny szczególnie w jeździe po mieście. Hybrydy zasilane energią z gniazdka zwiększyły także wydajność akumulatorów, co umożliwia jazdę na ograniczonych odcinkach nie spalając benzyny, co gwarantuje wydajność energetyczna bez względu na to, jaki proces był wykorzystany do produkcji energii (spalanie węgla, hydroelektryczny, ze źródeł odnawialnych). Pojazdy typu plug-in zazwyczaj mogą przejechać odcinek około 64 km jedynie na energii elektrycznej, bez potrzeby ładowania, a jeśli poziom akumulatora jest niski, uruchamia się silnik spalinowy pozwalając na dalszą jazdę. Samochody wyposażone wyłącznie w napęd elektryczny zyskują na popularności. Sportowy model Tesla Roadster jest jedynym znajdującym się obecnie na rynku samochodem w pełni elektrycznym pojazdem wysokiej klasy, inne znajdują się w fazie przedprodukcyjnej.

## Poszanowanie energii
Poszanowanie energii jest pojęciem szerszym niż wydajność energetyczna w tym względzie, że oznacza zarówno zużywanie mniejszej ilości energii, aby zmniejszyć rachunek energetyczny usług, na przykład poprzez zmianę zachowań, jak i wydajność energetyczną. Przykładami poszanowania energii bez poprawy wydajności mogą być na przykład: mniej intensywne ogrzewanie domu zimą, rzadsze prowadzenie samochodu, pracowanie w słabiej oświetlonym, małym pomieszczeniu. Tak jak przy innych definicjach, granica między wydajnym korzystaniem z energii a jej poszanowaniem może być nieostra, ale obydwa zjawiska są ważne ze względów ekologicznych i ekonomicznych. Szczególnie wtedy, gdy podejmowane akcje skierowane są na oszczędzanie paliw kopalnych.

## Efekt zwrotny
Jeśli zapotrzebowanie na usługi energetyczne pozostaje stałe, poprawa wydajności energetycznej ograniczy konsumpcję energii oraz emisje związków węgla. Jednakże wiele środków podejmowanych w tym względzie nie zmniejsza konsumpcji energii w stopniu, na jaki wskazywałyby prostych modeli. Dzieje się tak, ponieważ przyczyniają się one do spadku cen usług energetycznych, przez co ich konsumpcja rośnie. Dla przykładu odkąd pojazdy pozwalające oszczędzać paliwo sprawiły, że podróżowanie stało się tańsze, konsumenci mogą jechać dalej i/lub szybciej, tym samym niwelując potencjalne oszczędności energii. Jest to przykład bezpośredniego efektu zwrotnego.
Oszacowania skali oddziaływania efektu zwrotnego wahają się od około 5 do 40%. Na poziomie gospodarstw domowych wynosi prawdopodobnie poniżej 30%, a dla transportu ok. 10%. Efekt zwrotny na poziomie 30% oznacza, że poprawa wydajności energetycznej powinna osiągnąć 70% poziomu redukcji zużycia energii projektowanej w oparciu o modele ekonomiczne.
Ponieważ bardziej wydajna (a więc i tańsza) energia doprowadzi do szybszego wzrostu ekonomicznego, można przypuszczać, że energooszczędne udogodnienia mogą ostatecznie doprowadzić do szybszego wyczerpania zasobów. Hipoteza ta została wysunięta przez ekonomistów w latach 80. i do dziś pozostaje kontrowersyjna. Ekologiczni ekonomiści zasugerowali, żeby jakiekolwiek oszczędności kosztów ze wzrostu efektywności były opodatkowane przez rząd w celu uniknięcia takiej sytuacji.